# Уріссааре
У́ріссааре (ест. Urissaare küla) — село в Естонії, у волості Гяедемеесте повіту Пярнумаа.

## Населення
Чисельність населення на 31 грудня 2011 року становила 68 осіб.

## Географія
Через населений пункт проходить автошлях 334 (Лайксааре — Массіару — Теасте).